# Bruno Koster
Bruno Koster (* 1959) ist ein parteiloser Schweizer Politiker und war von 2000 bis 2008 als Landammann Mitglied der Standeskommission (Exekutive) des Kantons Appenzell Innerrhoden und Vorsteher des kantonalen Volkswirtschaftsdepartements.
Bruno Koster studierte Ingenieurwissenschaften und verbrachte nach seinem Studium einige Jahre im Ausland. Nach seiner Rückkehr nach Appenzell gründete er mit seinem Bruder ein Elektronikunternehmen.
1995 wurde er in den Grossrat gewählt. Im Jahr 1999 wählte ihn die Landsgemeinde, als Nachfolger der Bundesrätin Ruth Metzler-Arnold, in die Regierung.
Im Februar 2008 gab Koster bekannt vom Amt des Landammann und aus der Politik zurückzutreten, um sich ganz auf sein Unternehmen konzentrieren zu können.